# Rocka Rolla

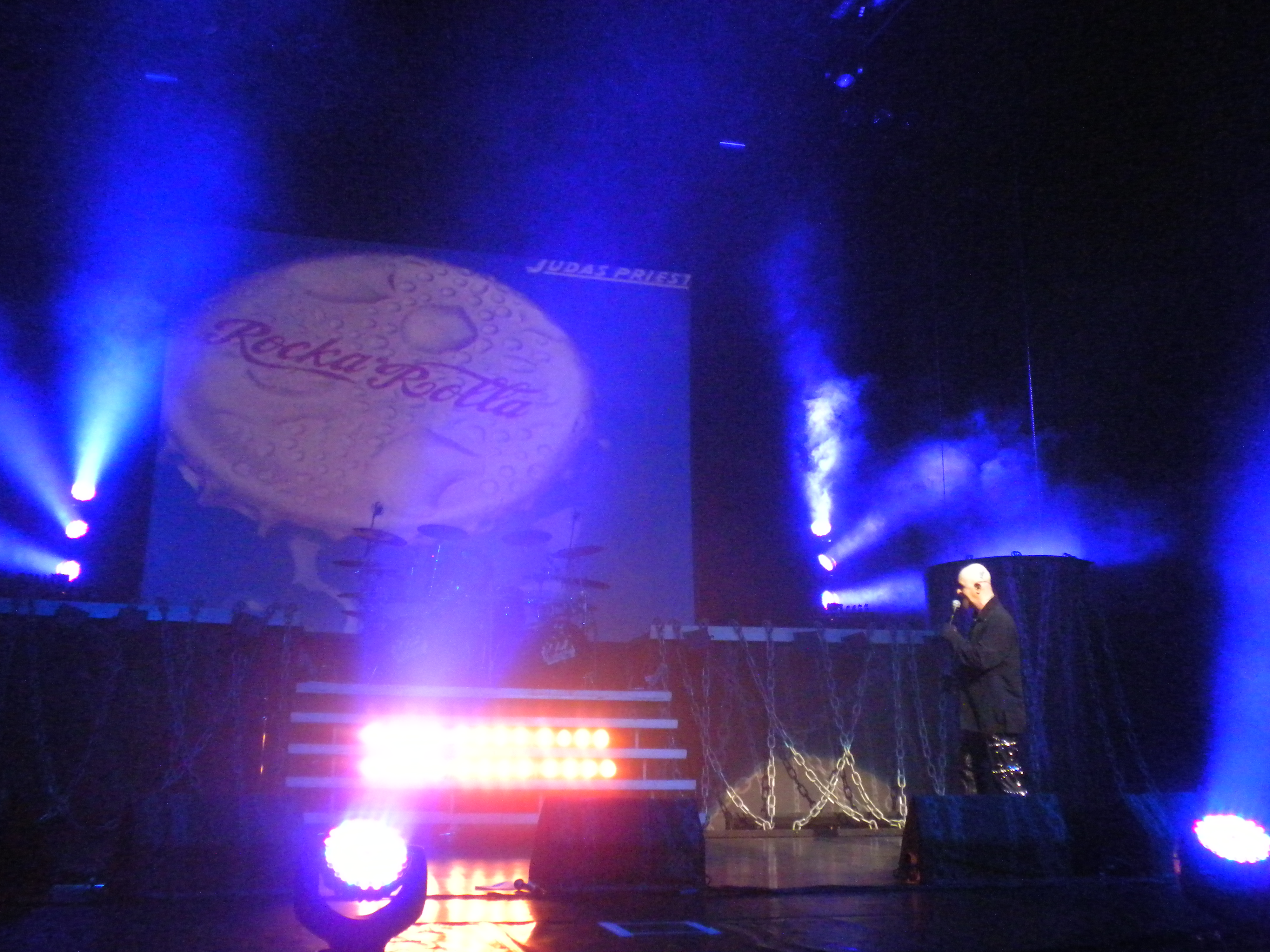
Durante años la banda no había tocado ninguna una canción del álbum, hasta que durante la gira Epitaph World Tour interpretaron «Never Satisfied». En la imagen, la portada original del álbum junto a Rob Halford

Rocka Rolla es el álbum debut de la banda británica de heavy metal Judas Priest, lanzado en 1974 por Gull Records y producido por Rodger Bain, que también cumplió dicha labor en los primeros tres álbumes de Black Sabbath. Con un sonido más cercano al hard rock y al rock progresivo, es la única grabación de estudio con el baterista John Hinch, ya que dejó la banda antes de grabar la siguiente producción. Por su parte, este disco como British Steel de 1980 y Defenders of the Faith de 1984, son sus únicas producciones que han sido interpretadas completamente en directo.
Por otro lado, el álbum fue íntegramente grabado en directo cuya información la entregó el mismo LP; «todos los músicos fueron grabados tocando simultáneamente en el estudio, como si fuera en un concierto, pese a que lo normal es grabar la pista de audio de la voz y de cada instrumento por separado, y luego mezclarlas».

## Antecedentes
El proceso de grabación se llevó a cabo entre junio y julio de 1974 en los Olympic Studios de Londres, siendo financiado con muy poco dinero. Debido al bajo presupuesto los miembros de la banda dormía de día a un costado del estudio y grababan de noche, ya que así abarataban costos. Incluso, los problemas financieros continuaron después de la publicación del disco puesto que solo vendieron unos pocos cientos de copias, por lo que se vieron en la obligación de pedir un adelanto de 25 libras esterlinas a la semana a Gull Records, pero el sello les negó su ayuda. En cuanto a la composición de las canciones, Glenn Tipton solo aportó en los temas «Rocka Rolla» y «Run of the Mill», puesto que ingresó a la banda solo semanas antes de la grabación cuando la gran mayoría de las canciones ya estaban escritas. A su vez, tuvieron algunas discusiones con el productor Rodger Bain porque rechazó incluir las canciones «Epitaph», «The Ripper», «Tyrant» —escritas previamente por Tipton— y «Whiskey Woman». Posteriormente todas ellas aparecieron en Sad Wings of Destiny, aunque «Whiskey Woman» fue reescrita para formar el tema «Victim of Changes». Asimismo, las pistas «Winter», «Deep Freeze» y «Winter Retreat» se compusieron como una sola canción pero al momento de publicarlo se dividieron, «Caviar and Meths» tenía una duración mayor a la publicada, mientras que «Dying to Meet You» posee una segunda parte llamada originalmente «Hero, Hero», pero el sello rechazó agregar ese nombre. Toda esta información y las versiones originales de algunas canciones aparecen en el álbum Victim of Changes de Al Atkins, publicado en 1998.
Por su parte, es el único álbum que aparece el baterista John Hinch ya que en 1975 dejó la banda antes de la grabación de su siguiente producción. Por otro lado, para promocionarlo se lanzó en agosto del mismo año la canción «Rocka Rolla» que se convirtió en el primer sencillo de la banda, mientras que cuatro días después de la publicación del disco se embarcaron en su respectiva gira promocional.

## Portada
Originalmente el disco contó con una portada creada por John Pasche, conocido por diseñar la lengua característica de The Rolling Stones. Dicha portada era una parodia a la tapa de la bebida Coca Cola y que había sido concebida precisamente para la banda liderada por Mick Jagger, pero por petición del sello se empleó en esta producción. Esto provocó el descontento de los miembros de Judas Priest y además de la empresa Coca Cola Company, que por años se rumoreó que puso acciones legales contra el sello discográfico, pero esto ha sido desmentido por el mismo Pasche.
En 1984 cuando fue remasterizado se lanzó con una portada alternativa en la que aparece una especia de gárgola, creada por el inglés Melvyn Grant y usada por primera vez en 1981 como portada del libro The Steel Tsar del escritor inglés Michael Moorcock. Desde aquel entonces y hasta el día de hoy es más habitual encontrar la producción con esta última imagen.

## Relanzamientos
Su primera remasterización ocurrió en 1984 por Line Records que contó con la mencionada portada alternativa. Con el pasar de los años ha sido relanzado en varias oportunidades, con diferentes portadas y algunas pistas adicionales como «Hero, Hero» o «Diamonds & Rust». Algunas versiones europeas cuentan con el tema extra «Caviar and Meths» que dura diez minutos y que es interpretada con la voz de Al Atkins, y otras como la versión estadounidense del año 2000 cuenta con las canciones «Deep Freeze», «Cheater», «Winter» y «Winter Retreat» como una sola pista con duración de más de nueve minutos.

## Lista de canciones
| N.º | Título              | Escritor(es)             | Duración |  |
| 1.  | «One for the Road»  | Halford, Downing         | 4:34     |  |
| 2.  | «Rocka Rolla»       | Halford, Downing, Tipton | 3:05     |  |
| 3.  | «Winter»            | Al Atkins, Downing, Hill | 1:42     |  |
| 4.  | «Deep Freeze»       | Downing                  | 1:21     |  |
| 5.  | «Winter Retreat»    | Halford, Downing         | 3:28     |  |
| 6.  | «Cheater»           | Halford, Downing         | 2:59     |  |
| 7.  | «Never Satisfied»   | Atkins, Downing          | 4:50     |  |
| 8.  | «Run of the Mill»   | Halford, Downing, Tipton | 8:34     |  |
| 9.  | «Dying to Meet You» | Halford, Downing         | 6:23     |  |
| 10. | «Caviar and Meths»  | Atkins, Downing, Hill    | 2:02     |  |

| Pista adicional en remasterización de 1987 |                                                         |              |          |  |
| N.º                                        | Título                                                  | Escritor(es) | Duración |  |
| 11.                                        | «Diamonds & Rust» (cover de Joan Báez, grabado en 1975) | Joan Báez    | 3:12     |  |

## Músicos
- Rob Halford: voz y armónica
- Glenn Tipton: guitarra eléctrica, sintetizador y coros
- K.K. Downing: guitarra eléctrica
- Ian Hill: bajo
- John Hinch: batería